# Disoleatore
Nelle lavorazioni industriali viene usato olio lubrorefrigerante per la lubrificazione degli utensili da taglio.

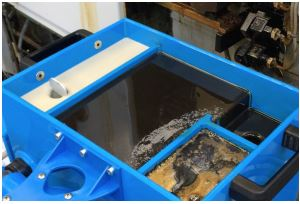

Durante le fasi della lavorazione può accumularsi olio estraneo che può andare a contaminare i fluidi di processo, andando a contaminare il lubrificante delle lavorazioni successive.
Questi oli estrani influiscono molto negativamente sui fluidi di processo e sono la causa principale del loro degrado.
La disoleazione è la soluzione ideale per ridurre drasticamente sia i consumi sia gli smaltimenti.
Si tratta di un processo che avviene utilizzando uno strumento specifico, il disoleatore, che elimina dalla vasca l'olio estraneo all’interno delle vasche delle macchine utensili.